# فائوستو فراری
فائوستو فراری (انگلیسی: Fausto Ferrari؛ زادهٔ ۹ مارس ۱۹۸۰) بازیکن فوتبال اهل ایتالیا است.
از باشگاه‌هایی که در آن بازی کرده‌است می‌توان به باشگاه فوتبال کارپی، باشگاه فوتبال آسکولی، باشگاه فوتبال آلساندریا، باشگاه فوتبال بولونیا، باشگاه فوتبال آ. ث. لومتزانه، باشگاه فوتبال پیزا، و باشگاه فوتبال ساسولو اشاره کرد.